# Aeródromo de Balcarce
El Aeródromo de Balcarce es un aeropuerto ubicado 11 km al sudoeste de la ciudad de Balcarce, Provincia de Buenos Aires, Argentina.
El Aero Club Balcarce data del 4 de enero de 1921, siendo el más antiguo de la provincia de Buenos Aires.